# Хьельсуннский мост
Хьельсуннский мост (норв. Tjeldsundbrua) — автодорожный висячий мост через пролив Steinslandsstraumen в фюльке Тромс, Норвегия. Соединяет остров Хиннёя с материком и является частью дороги E 10 (проект Лофаст), которая связывает Лофотенские острова с материковой частью Норвегии.

## История
Идея строительства моста взамен существовавшей с 1930 года паромной переправы, возникла в 1952 году. Главным инициатором строительства моста был Магнар Хеллебуст. Однако разработка проекта затянулась, в том числе из-за разногласий по поводу величины подмостового габарита. В 1964 году было согласовано, что высота моста над уровнем воды составит 41 м. Проект был разработан Мостовым отделом Дирекции общественных дорог (норв. Bruavdelingen Vegdirektoratet). Строительство велось компаниями Hosveis and Bofa AS (металл) и Ingeniør H. Eeg-Henriksen AS (бетонные работы), несущие кабели были изготовлены британской компанией British Ropes Ltd. Производителем работ был инженер Трюгве Симонсен (норв. Trygve Simonsen). Работы были начаты в апреле 1965 года. Строительство было завершено на год раньше запланированного срока. Торжественное открытие моста состоялось 22 октября 1967 года в присутствии короля Норвегии Улафа V. Общая стоимость строительства составила около 18,3 млн крон. До 1981 года проезд по мосту был платным.

## Конструкция
Мост висячий. По своей конструкции схож с Ромбакским и Бревикским мостами, построенными ранее. Схема разбивки на пролёты: 16,0 + 6х20,0 + 2х16,0 + 6х20,0 + 19,0 + 20,0 + 3х21,0 + 95,0 + 290,0 + 95,0 + 7х15,0 + 10,0 = 1001,9 м. Балка жесткости пролётного строения — металлическая ферма, пилоны моста монолитные железобетонные, несущие тросы состоят из 24 проволок диаметром 67 мм. Боковые пролёты рамные из монолитного железобетона. Глубина заложения фундамента восточного пилона — около 10 м, остальных опор — до 18 м. Высота пилонов над уровнем воды составляет 76 м, общая длина несущего троса — 648 м. Главный пролёт моста составляет 290 м, общая длина — 1007 м, ширина — 9,3 м (в том числе 2 тротуара по 0,75 м). На мосту две полосы движения для движения транспорта. 